# Attaque contre un poste-frontière entre l'Égypte et Israël en 2012
L'attaque contre un poste-frontière entre l’Égypte et Israël en 2012 est une attaque perpétrée le 5 août 2012 par 35 militants palestiniens qui ont tué 16 garde-frontières égyptiens et se sont emparés de deux véhicules blindés égyptiens pour attaquer le point de passage de Kerem Shalom à l'intersection des frontières de Gaza, de l'Égypte et d'Israël afin de pénétrer sur le territoire israélien pour y commettre des attaques. Il s'agit de l'incident le plus meurtrier à la frontière du Sinaï entre les deux pays depuis les accords de paix israélo-égyptiens de 1979. L'attaque a eu lieu alors que les gardes-frontières égyptiens rompaient le jeûne du ramadan. Un haut responsable égyptien de la sécurité a accusé des jihadistes venus de la bande de Gaza voisine d'être responsables de l'attaque. L'objectif de cette attaque était de créer « un effet de choc » tant en Israël qu'en Égypte afin de provoquer un chaos régional causé par l'embrasement des frontières entre les deux pays et celles avec Gaza provoquant la rupture des relations israélo-égyptiennes et la déstabilisation du régime égyptien.

## Déroulement
L'attaque a eu lieu le 5 août 2012, vers 20 heures, durant la rupture du jeûne de ramadan. Les assaillants, à bord de deux véhicules tout-terrain et armés de lance-roquettes et de mitrailleuses ont pris d'assaut le poste frontalier égyptien de Karm Abou Salem, se trouvant à la jonction des frontières israéliennes, égyptiennes et de la bande de Gaza. Ce poste est sous le contrôle des services de renseignements égyptiens. Une vingtaine de gardes-frontières égyptiens se trouvaient sur place dans le réfectoire, sans armes pour rompre le jeûne du Ramadan, seize ont été tués dès le début l'assaut, sept ont été blessés, d'autres auraient été capturés. Au moment de l'attaque, des éléments de la bande de Gaza ont tiré des obus de mortier sur la région frontalière avec Israël. Dans la foulée les terroristes s'emparent de deux blindés de type Fahd utilisés par l'armée égyptienne et attaquent avec ces véhicules et une camionnette de type pick-up chargée d'une demi-tonne d'explosifs le poste frontière israélien de Kerem Shalom situé à proximité. L'objectif était d'infiltrer la base militaire israélienne se trouvant à proximité, de le faire exploser en son centre pour causer un grand nombre de victimes. Les terroristes se trouvant dans l'un des deux blindés étaient censés pénétrer la base immédiatement après afin de liquider les survivants et procéder à l’enlèvement d'un soldat ou d'un civil voire d'un cadavre. Au moins 10 terroristes sont restés en arrière sur le territoire égyptien, parmi eux les commandants de l'attaque et ceux ayant effectué le tir de barrage de mortiers destiné à servir de couverture à l'infiltration des véhicules. Les obstacles en béton mis en place par l’armée israélienne autour de cette base ont contraint le pick-up à manœuvrer afin de les contourner ce qui l'amena à s'enliser dans les dunes et à se renverser. Les forces israéliennes ont alors ouvert le feu et il a explosé. Une explosion se produit dans l'un des deux blindés avant qu'il n'atteigne le territoire israélien. Le second blindé, dans lequel se trouvaient huit des attaquants, a parcouru trois kilomètres en Israël avant d'être pris en chasse par deux tanks israéliens. Le blindé est détruit 15 minutes après le début de son incursion par un missile tiré par un hélicoptère israélien qui avait pris position au-dessus du secteur. Le pilote s'étant auparavant assuré que sa destruction ne mettait pas en danger les civils se trouvant aux alentours,,,,.

## Contexte
Environ un millier de gardes-frontières égyptiens sont stationnés dans le Sinaï, ainsi qu'un nombre peu important de militaires d'autres unités. Leur rôle consiste à protéger la bande côtière et les routes du nord du Sinaï vers El Arich et Rafah. Ces militaires ne sont pas entrainés pour intervenir en cas d'attaques terroristes. Sous le régime de Hosni Moubarak le Sinaï est devenu un no man's land contrôlé par des factions du djihad mondial et des Bédouins armés. La faible présence de l'armée égyptienne est aussi la conséquence du traité de paix israélo-égyptien de 1979 qui inclut la démilitarisation du Sinaï.
Israël accuse depuis des mois des militants palestiniens de Gaza de s'infiltrer via les tunnels entre l’Égypte et Gaza de s'infiltrer dans le Sinaï pour y perpétrer des attentats. Une grande partie de l'armement utilisé dans la récente vague d'attaques provient de Libye, où des dépôts d'armes ont été pillés durant la guerre civile libyenne de 2011
Au 9 août, l'armée israélienne et le Shin Bet (Agence israélienne de sécurité) n’était pas en mesure de définir qui était responsable des attaques, un haut fonctionnaire israélien a cependant fait état que les 
Djihadistes du Sinaï recevaient le soutien de salafistes liés à des terroristes à l'étranger. Les médias égyptiens ont rapporté le 8 août que l'Armée de l'Islam, une organisation affiliée à Al-Qaïda basée à Gaza, qui avait pris la responsabilité de l'attaque transfrontalière ayant amené à l’enlèvement du soldat israélien Gilad Shalit, était impliquée.
Le 18 août 2011, des terroristes venus du Sinaï, suspectés d’appartenir aux comités de résistance populaire de Gaza, ont ouvert le feu à 20 km au nord d'Eilat sur un bus tuant huit Israéliens, dont un soldat et un policier. Au cours de la poursuite des assaillants sur la frontière avec l’Égypte, les forces de sécurité israéliennes tuèrent sept des terroristes. Cinq policiers égyptiens périrent dans des échanges de tirs, déclenchant une crise entre les deux pays. En juin 2011, durant une autre infiltration frontalière un groupe armé avait attaqué deux voitures transportant des ouvriers du bâtiment israéliens. Deux des terroristes ont été tués. Afin de prévenir ces infiltrations et attaques, Israël construit une clôture de sécurité équipée d'un système d'alarme électronique tout le long des 240 km de sa frontière avec l'Égypte.
Selon Ron Ben-Yishai, un expert israélien des questions militaires, une opération similaire à celle du 5 août 2012 avait eu lieu dans la même zone dans le passé. Au cours de cette attaque, des terroristes palestiniens appartenant aux Comités de résistance populaire avaient tenté de s'infiltrer en Israël en utilisant des gros véhicules. Cette attaque avait été déjouée par l'unité bédouine de reconnaissance de Tsahal.

## Fermeture de la frontière et des tunnels de contrebande par l'Égypte
À la suite de l'attaque, l'Égypte a fermé « sine die » le terminal de Rafah à la frontière avec la bande de Gaza. Ce terminal est l'unique point de passage entre cette enclave contrôlée par le Hamas à ne pas être contrôlé par Israël. Le 7 août avoir vu du « matériel lourd acheminé [par les autorités égyptiennes] près de l'entrée des tunnels », le but de l’opération étant de sceller les ouvertures de ces tunnels du côté égyptien de la frontière selon des sources sécuritaires égyptiennes et le début du doublement de la barrière entre Égypte et Gaza. Le bouclage égyptien a créé « la panique à Gaza ». De longues files d'attente se sont formées près des stations-service du fait que les Égyptiens bloqueraient « des camions transportant la nourriture et le carburant avant leur arrivée aux tunnels ». La fermeture des tunnels et de la frontière a fait flamber le prix des matériaux de construction de 40 à 60 %. Le porte-parole du ministère de la santé du Hamas a déclaré que plusieurs centaines de patients palestiniens sont en attente de passer en Égypte pour obtenir un traitement médical. Il a ajouté que « si le passage de Rafah reste fermé plus d'une semaine, cela conduira à une crise humanitaire et accroîtra la souffrance des malades. ». Le 9 août, des ingénieurs de l'armée égyptienne ont entrepris des préparatifs en vue de la destruction ou du scellement du réseau de tunnels reliant le Sinaï et la Bande de Gaza qui est utilisé pour la contrebande d'armes, le passage de personnes et le transit de marchandises. 

## Controverse entre l’Égypte et le Hamas
Le Hamas, ayant des racines idéologiques communes avec les Frères musulmans égyptiens, avait fait pression sur l’Égypte afin qu'elle mette fin à cinq ans de participation égyptienne au blocus de la bande de Gaza. Un accord était intervenu le 28 juillet 2012 entre Ismaël Haniyeh, chef du Hamas à Gaza et le président égyptien Mohamed Morsi concernant l’allégement des restrictions au passage frontalier de Rafah, Haniyeh avait annoncé que le terminal fonctionnerait douze heures par jour. Le nombre des voyageurs sortant avait été fixé à 1 500 par jour,. Selon Alex Fishman, grand reporter spécialiste des questions militaires et de sécurité du quotidien israélien Yediot Aharonot, Haniyeh avait été averti que cet accord « était sous réserve qu'aucune action militaire venant de Gaza embarrasse l'Égypte, nuise à sa souveraineté ou l'entraîne dans des affrontements violents avec Israël », ce qui a provoqué sa stupéfaction. Par ailleurs, Khaled Mechaal se trouvant aussi au Caire, a présenté son plan visant à réformer le Hamas afin de le transformer en un mouvement politique privilégiant l'action diplomatique à la place de l'action armée. Les Égyptiens ont adopté le concept sur recommandation de la secrétaire d’État américaine Hillary Clinton. Cette approche est rejetée par le Hamas à Gaza.
En réaction à l'attaque, Mohamed Morsi a fait fermer la frontière et les tunnels de contrebande indéfiniment mettant un terme aux espoirs de Haniyeh. Les Égyptiens soupçonnent que certains des assaillants sont venus de Gaza s’infiltrant à travers les tunnels de contrebande sous la frontière. Un haut responsable égyptien a déclaré que le Hamas n'avait pas réussi à empêcher le passage au travers des tunnels de militants islamistes vers le Sinaï, ajoutant qu'« après que le sang égyptien ait été versé, nous n'accepterons pas des mots de condamnation, des dénégations et un manquement aux responsabilités ». L’Égypte a accusé des militants islamistes de Gaza et du Sinaï. 
Moussa Abou Marzouk, le vice-président du bureau politique du Hamas a écrit sur sa page Facebook que « la fermeture du passage de Rafah équivaut à une punition collective ». Un analyste politique palestinien, Abdel Majed Swailem, considère que « ceux qui ont mené cette attaque avaient pour objectif d'embarrasser le Hamas » et que le Hamas « sera le premier à payer le prix de cette attaque » ajoutant « qu'aujourd'hui la cible première des Égyptiens était les tunnels ». Abou Marzouk a nié avec véhémence que certains des terroristes étaient originaires de la Bande de Gaza. Le Hamas et les autres factions islamistes palestiniennes à Gaza ont contesté l'implication de terroristes de la bande de Gaza dans cette attaque,. Yasser Othman, l'ambassadeur égyptien auprès de l'Autorité palestinienne à Ramallah a déclaré le 8 août que le bouclage de Gaza restera en place jusqu'à ce que la sécurité soit rétablie. Il a rejeté les allégations d'Abou Marzouk en disant que « la mesure était temporaire et n’était pas en contradiction avec les engagements pris par Morsi ». Khaled Mechaal a téléphoné au président égyptien pour lui transmettre ses condoléances et « condamner vivement ce crime » en précisant que le Hamas et les Palestiniens se préoccupent de la stabilité de l'Égypte et s'opposent à toute atteinte à sa sécurité.
Mahmoud al-Zahar, Ministre des affaires étrangères du Hamas, n'a pas commenté les accusations du Caire mais a déclaré à Ahram Online que le Hamas n'avait « rien à voir avec les tensions frontalières » et qu'il était « soucieux de la sécurité nationale égyptienne ».
Les Services de renseignements égyptiens qui ont examiné les cadavres des terroristes ont indiqué qu'il portaient des chaussures militaires « made in Palestine » soit, fabriquées dans la bande de Gaza ou dans les Territoires palestiniens. Ils incriminent les Palestiniens d'avoir collaboré avec les organisations terroristes du Sinaï. Jean-Pierre Filiu, professeur à Sciences-Po et spécialiste des mouvements jihadistes, estime que les factions islamistes de Gaza sont « sans doute, en liaison avec les groupes jihadistes dans le Sinaï, et par le biais des tunnels de contrebandes, à la source de l’escalade de ces derniers jours ». Alex Fishman estime que les organisations terroristes basées dans le Sinaï sont liées aux branches d'Al-Qaïda en Iran et au Yémen, au Jihad mondial, au Hezbollah au Liban et aux organisations islamistes de la bande de Gaza. Il rappelle que l'Égypte s’était engagée à « prendre soin » de ces organisations sans que toutefois aucune action concrète n'avait été prise. Il considère que« les représailles égyptiennes effectuées dans la péninsule du Sinaï le 5 août étaient de faible envergure et qu'une opération sérieuse afin de nettoyer la zone est encore très éloignée. ». Une autre organisation salafiste palestinienne de Gaza ayant des militants dans le Sinaï, est l’« Armée de l’islam », fondée fin 2005 avec le soutien du Hamas et qui compte selon les estimations quelques centaines ou milliers d'hommes puissamment armés et qui est responsable de l’enlèvement du journaliste britannique de la BBC, Alan Johnston à Gaza en 2007 et impliquée dans celui de Gilad Shalit, enlevé en territoire israélien en 2006. Cette organisation est aussi active dans la contrebande d'armes via les tunnels et serait financée par le Hezbollah. Depuis la chute de Kadhafi, les factions islamistes dans le Sinaï sont équipées  de missiles anti-chars et surface-air. L'objectif commun de ces organisations est la destruction d’Israël,.

## Pressions égyptiennes sur le Hamas
Le 9 août, le journal palestinien Al Quds citant un responsable de la sécurité palestinienne à Ramallah annonce que les services de renseignement égyptiens auraient demandé que le Hamas lui livre trois principaux chefs de son aile militaire, les Brigades Izz al-Din al-Qassam. Selon ce responsable, le Hamas aurait accepté, mais les trois suspects auraient refusé de se rendre aux autorités égyptiennes « craignant des tortures ».
Les trois activistes sont Ayman Nufal, Raad al-Attar et Muhammad Abu Smala. La demande a été transmise au Premier ministre du Hamas à Gaza, Ismaël Haniyeh. Selon la source d'Al Quds, ils ne seraient pas directement impliqués dans l'attaque mais auraient fourni une assistance logistique à la contrebande d'armes au profit des groupes islamistes actifs dans le Sinaï. Nufal était le commandant d'Izz al-Din al-Qassam dans la Bande de Gaza. En 2008, il avait été arrêté par les forces de sécurité égyptiennes dans le Sinaï qui l'ont accusé d'avoir planifié des attaques terroristes. Il avait été emprisonné. Il s'est échappé pendant la révolution égyptienne en 2011 et avait réussi à retourner à Gaza en passant par un tunnel de contrebande. Al-Attar et Abu Smala sont considérés par Israël comme les organisateurs de l'enlèvement de Gilad Shalit. Des responsables de la sécurité de l’autorité palestinienne avaient fait état en 2010 qu'al-Attar était responsable de l'envoi du groupe de terroristes qui avaient tiré des roquettes Katioucha depuis le Sinaï sur la ville d'Eilat au sud d'Israël en 2010. Le Hamas n'a ni confirmé ni démenti cette information, tout en attestant que l'Égypte était intéressée par « certains noms de personnes » de la Bande de Gaza. Le 6 août Ismaël Haniyeh avait tenu Israël pour responsable de l'attaque contre le poste frontière égyptien,,.
Le 25 août, le Hamas a envoyé une délégation au Caire pour « échanger des informations sur l'attaque ». L’Égypte avait envoyé au Hamas après l'attaque une liste de noms de suspects. Le Hamas avait refusé d’arrêter les suspects, invoquant « un manque de preuves ».

## Représailles, confrontations et enquête de l’armée égyptienne
Le 7 août, selon l'agence Associated Press, les forces de sécurité égyptiennes se sont lancées « dans une chasse à l'homme » et ont encerclé la ville de Rafah pour « empêcher les coupables de s'échapper ». Des renforts, dont deux hélicoptères de combat ont été déployés dans le Sinaï par l’armée égyptienne
Le 8 août, pour la première fois depuis la fin des hostilités entre l’Égypte et Israël, l'armée égyptienne a mené des frappes aériennes dans la péninsule du Sinaï. Selon un responsable militaire égyptien vingt activistes islamistes ont été tués par des frappes d'hélicoptères Apaches. L'attaque a visé le village de Toumah, dans le nord du Sinaï, à la frontière avec la bande de Gaza qui a été pris d'assaut par une division d'infanterie. D'autres frappes ont été enregistrées près de la ville de Cheikh Zouwayid et à Rafah. Selon des informations émanant des services de sécurité en Israël, l'opération a été coordonnée avec l’armée israélienne en vertu du traité de paix israélo-égyptien. Dans la nuit, des points de contrôle près de la ville d'El-Arish avaient été attaqués blessant trois policiers égyptiens selon un communiqué du ministère de l'Intérieur,. 
Le 9 août, des hommes armés ont de nouveau attaqué un poste de police dans le Sinaï déclenchant une brève fusillade avec des policiers égyptiens avant de prendre la fuite. Les forces de sécurité égyptienne estiment qu'il y aurait plus de 2 000 « terroristes islamistes » dans le Sinaï.
Le 10 août, six hommes, qualifiés d'« éléments terroristes » ont été arrêtés par l'armée et la police égyptienne.
Selon un responsable des services de sécurité égyptiens, onze Palestiniens ont aussi été arrêtés, ils seraient entrés « illégalement au Sinaï à travers les tunnels ». L'une des personnes appréhendées serait impliquée dans un trafic d'armes. Deux jours plus tard, trois autres Palestiniens qui tentaient de pénétrer dans la bande de Gaza par les tunnels sont arrêtés par des gardes-frontières égyptiens.
Le 12 août, neuf militants et trois militaires ont trouvé la mort lors d'une confrontation dans le nord de la péninsule du Sinaï, a indiqué la télévision d’État égyptienne.
Le 16 août, l'armée égyptienne a déployé des dizaines de blindés et d'importantes forces anti-terroristes dans certains secteurs de la péninsule du Sinaï, y compris dans la région d'El-Arish sans prévenir Israël au préalable. Conformément aux Accords de Camp David de 1979, l’Égypte n'est pas autorisée à faire entrer des chars dans cette région proche de la frontière israélienne. Israël a décidé de ne pas réagir aux initiatives unilatérales égyptiennes, afin d'éviter une confrontation. La veille deux missiles Grad ont été tirés vers la ville d'Eilat dans le sud d’Israël sans atteindre leur cible et sans faire de dégâts ni de victimes. Un groupe islamiste, le Front salafiste basé dans le Sinaï a revendiqué les tirs ainsi que des attaques contre des gazoducs égyptiens dans la péninsule tout en condamnant les opérations militaires égyptiennes dans le Sinaï.
Le 24 août quatre hommes masqués vêtus de noir ont été arrêtés au poste frontière de Rafah alors qu'ils tentaient de s'infiltrer illégalement dans la bande de Gaza.
Le 8 septembre, l’armée égyptienne a déclaré avoir tué 32 « éléments criminels » dans le cadre des opérations qu’elle mène dans le Sinaï. Selon un porte-parole militaire égyptien, 38 personnes, comprenant des « non-Égyptiens », ont été arrêtées durant ces opérations depuis le 7 août.

## Funérailles des victimes au Caire
Le 7 août se sont déroulées les funérailles militaires de 15 des 16 soldats égyptiens assassinés par les terroristes islamistes en présence d'une foule nombreuse. Le maréchal Tantaoui, ministre de la Défense ainsi que de nombreux officiels civils et militaires ont suivi les cercueils recouverts du drapeau égyptien. Le président Mohamed Morsi n‘était pas présent. L'agence de presse officielle Mena a indiqué qu'il avait rendu visite à des soldats blessés dans l'attaque. La cérémonie a été diffusée en direct à la télévision. Le commentateur de la chaîne d’État a déclaré durant la procession que « Chaque Égyptien ressent que cette attaque le visait. Tous veulent vengeance, le sang doit répondre au sang. ». Des slogans hostiles aux Frères musulmans ont été criés par la foule venue aux funérailles tandis que certains ont tenté de s'en prendre au Premier ministre égyptien, Hicham Qandil, poursuivant son cortège et brandissant des chaussures en l'air. Selon Euronews une Égyptienne en colère présente aurait déclaré « Nos enfants sont en train d‘être tués à la frontière. Les gens de Gaza se servent des points de passage et des tunnels pour venir prendre notre pétrole et notre nourriture. »,,.

## Limogeages dans les services de sécurité égyptiens
Le 8 août, le président égyptien Morsi a limogé son chef des services secrets, du fait de son inaction face aux avertissements israéliens, la veille de l'attaque, le prévenant de l'imminence d'une action terroriste. Morsi a également demandé au ministre de la Défense, Hussein Tantawi, de démettre de ses fonctions le commandant de la police militaire. Il a également mis à pied 
le commandant de la garde présidentielle et nommé de nouveaux chefs de la sécurité au Caire ainsi qu'à la tête de la sécurité centrale de la police,.

## Réactions
Le président égyptien, Mohamed Morsi, et le maréchal Hussein Tantaoui, chef du Conseil suprême des forces armées, se sont rendus sur les lieux de l'attaque. L'armée égyptienne a promis de « venger » ses seize soldats tués dans l'attaque, et de « donner la chasse aux infidèles responsables du massacre ». Mohammed Morsi a pour sa part « juré que les coupables seront punis ».
Selon Ahram Online, un responsable sécuritaire égyptien requérant l’anonymat cité par l'agence de presse étatique MENA, affirme que des éléments islamistes qui se sont infiltrés en Égypte à partir de la bande de Gaza par des tunnels sont derrière les attentats en coordination avec d'autres islamistes provenant des zones d'Al-halal et d'Al-Mahdia dans l'est du Sinaï. Le Hamas, qui contrôle Gaza, a nié toute implication dans l'attaque.
Selon l'agence de presse turque Anadolu, le chef des services de renseignements égyptiens, le général Mourad Mouafi, a confirmé que l’Égypte était en possession d'informations précises sur des préparatifs en vue d'une attaque dans le Sinaï et qu'il aurait déclaré au président égyptien que l'attaque a été commise « par des terroristes infidèles du Sinaï et de Gaza ». Il a expliqué que la raison pour laquelle les services de sécurité égyptiens n'avaient pas empêché cette attaque malgré des informations transmises par les services de renseignement israéliens était qu'« ils n'avaient pas imaginé qu'un musulman tuerait un de ses frères musulmans lors du repas de rupture du ramadan. ». Les autorités israéliennes ont confirmé avoir averti le Caire de l'imminence de l'attaque. Le 2 août, Israël avait mis en garde ses ressortissants d'un risque d'attentat leur enjoignant de quitter le Sinaï,.
La porte-parole de l'armée israélienne, le lieutenant-colonel Avital Leibovich, a considéré qu'il était prématuré de déterminer l'affiliation des auteurs de l'attaque et quel était leur objectif tout en précisant que l'une des hypothèses était « qu'ils voulaient enlever des soldats israéliens ».
Le ministre israélien de la Défense Ehud Barak a déclaré que l'attaque démontrait « la nécessité pour les autorités égyptiennes d'agir fermement pour rétablir la sécurité et lutter contre le terrorisme dans le Sinaï ».
Le Premier ministre d’Israël Benyamin Netanyahou a exprimé ses condoléances pour la mort des 16 gardes-frontières égyptiens et déclaré « qu'il est clair qu'Israël et l’Égypte ont un intérêt commun à maintenir leur frontière pacifique » ajoutant que « l'armée et les services de sécurité israéliens ont prévenu une attaque très importante contre des Israéliens. ».
Le Ministre des Affaires étrangères israélien Avigdor Lieberman a déclaré que l’Égypte « avait suffisamment de forces pour lutter contre le terrorisme dans le Sinaï », ajoutant que « jusqu'à présent, Israël avait autorisé les Égyptiens de déployer environ sept bataillons dans le Sinaï, bien que dans le cadre du traité de paix la péninsule est destinée à rester démilitarisée. ».
La France a condamné dans un communiqué du Ministère des Affaires Étrangères l’attaque ainsi que l’incursion des auteurs de cette attaque en Israël. Elle fait part de « sa vive émotion à la suite de la mort de nombreux gardes-frontières égyptiens et exprime sa solidarité aux familles des victimes et au peuple égyptien » se déclarant « vivement préoccupée par la dégradation de la situation sécuritaire dans le Sinaï » et appelant « les autorités égyptiennes à reprendre le contrôle de la région » et prenant note « de l’engagement pris en ce sens par le président égyptien Mohamed Morsi. ».
Ban Ki-moon, Secrétaire général de l'Organisation des Nations unies a fermement condamné l'attaque qu'il a qualifié d'« attaque terroriste », notant qu'elle a tué 16 soldats égyptiens et mis des citoyens israéliens en danger.
Le Hamas a condamné l'attaque affirmant qu'« elle servait les intérêts de l'ennemi sioniste ».
Les Frères musulmans égyptiens ont attribué l'attaque au Mossad déclarant « qu'il cherchait à faire obstacle à Morsi ».
En réaction à ces allégations, le porte-parole du ministère des Affaires étrangères israélien, Yigal Palmor, a déclaré que « ceux qui profèrent cela (allégations du Hamas et des Frères musulmans) ne croient pas eux-mêmes, lorsqu'ils se regardent dans un miroir, les absurdités qu'ils débitent ».